# Римокатоличка црква Свете Ане у Белој Цркви
Римокатоличка црква Свете Ане у Белој Цркви припада Зрењанинској бискупији.
Жупа је основана 1723. године, а прво је као филијала припадала Паланци, од 1717. до 1723. године. Црква је о трошку државе саграђена 1739. године, али је изгорела 1788. године, даби била поправљена о трошку жупе. 
Kамен темељац данашње цркве постављен је 1805. године и одмах следеће године нова зграда је благословљена. Свечана посвета била је 1929. године.
Црква је посвећена Светој Ани, мајци Пресвете Богородице.